# 아키루노시
아키루노시(일본어: あきる野市)는 일본 도쿄도 다마 지역에 있는 시이다.

## 지리
도쿄도 서부에 위치한다. 남쪽으로 하치오지시, 동쪽으로 훗사시, 하무라시, 북쪽으로 오메시 니시타마군 히노데정, 서쪽으로 히노하라촌과 접한다.

## 역사
- 1955년 4월 1일 - 히가시아키루촌, 니시아키루촌, 다사이촌이 합쳐져 아키타정이 성립하였다.
- 1972년 5월 5일 - 시로 승격하면서 아키가와시로 개칭되었다.
- 1982년 - 국도 411호선이 제정되었다.
- 1995년 - 아키가와시와 이쓰카이치정이 합쳐져 현재의 아키루노시가 되었다.
- 2004년 4월 1일 - 방재행정무선이 개국하였다.
- 2012년 4월 1일 - 고미야 초등학교가 폐교해 이쓰카이치 초등학교와 통합하였다.
- 2013년 4월 1일 - 도쿠라 초등학교가 폐교해 이츠카이치 초등학교와 통합하였다.

## 인구
2005년 기준으로 야간인구(주거자)는 79,581명이다. 시외 통근자들과 통학생 및 거주자 중 시내에 주간 잔류하는 인구의 합계인 주간인구는 67,814명으로 낮에는 밤의 0.852배 인구이며 야간에 비해서 낮 인구는 1만 2천 명 미만 정도 줄어든다.
통근자·통학자로 보면 시내에서 시외로 나가는 통근자는 21,596명, 시외에서 시내로 들어오는 통근자는 11,127명으로 시외로 나가는 통근자들이 많다. 학생도 시내에서 시외로 나가는 통학생은 3,456명, 시외에서 시내로 들어오는 통학생은 2,158명으로 학생도 낮에는 시외로 유출되는 인원이 많다. 또한 국세조사에서는 연령 미상인 사람이 도쿄도에서만 16만 명이었고, 주야간 인구에 관해서는 연령 미상의 인물은 숫자에 들어가지 않아 숫자 사이에 약간의 오차가 발생할 수 있다.
| 연도 | 인구   | ±%     |
| ---- | ------ | ------ |
| 1920 | 19,363 | —      |
| 1930 | 21,127 | +9.1%  |
| 1940 | 21,827 | +3.3%  |
| 1950 | 28,162 | +29.0% |
| 1960 | 29,296 | +4.0%  |
| 1970 | 45,187 | +54.2% |
| 1980 | 62,810 | +39.0% |
| 1990 | 71,940 | +14.5% |
| 2000 | 78,351 | +8.9%  |
| 2010 | 80,868 | +3.2%  |
| 2020 | 79,262 | −2.0%  |

## 자매 도시
- 일본 미야기현 구리하라시(1985년 2월 11일, 구 이쓰카이치정과 구 시와히메정과 우호 자매도시 체결)
- 일본 도쿄도 오시마정(1985년 4월 14일, 구 이츠카이치정과 우호 자매도시 체결)
- 미국 매사추세츠주 말버러(1998년 11월 3일, 자매도시 제휴)

## 교통

### 도로
- 국도 411호선

### 철도
- 동일본 여객철도 이쓰카이치선